# Puccinia andropogonicola
Puccinia andropogonicola ist eine Ständerpilzart aus der Ordnung der Rostpilze (Pucciniales). Der Pilz ist ein Endoparasit von Hyparrhenia- und Cymbopogon-Arten. Symptome des Befalls durch die Art sind Rostflecken und Pusteln auf den Blattoberflächen der Wirtspflanzen. Sie ist weiten Teilen Afrikas beheimatet.

## Merkmale

### Makroskopische Merkmale
Puccinia andropogonicola ist mit bloßem Auge nur anhand der auf der Oberfläche des Wirtes hervortretenden Sporenlager zu erkennen. Sie wachsen in Nestern, die als gelbliche bis braune Flecken und Pusteln auf den Blattoberflächen erscheinen.

### Mikroskopische Merkmale
Das Myzel von Puccinia andropogonicola wächst wie bei allen Puccinia-Arten interzellulär und bildet Saugfäden, die in das Speichergewebe des Wirtes wachsen. Aecien oder Spermogonien der Art sind nicht bekannt. Die dunkel zimtbraunen Uredien des Pilzes wachsen unterseitig auf den Blattoberflächen der Wirtspflanze. Ihre zimtbraunen  Uredosporen sind oval bis eiförmig, 29–35 × 20–26 µm groß und fein stachelwarzig. Die Telien der Art sind schwarzbraun, früh offenliegend und kompakt. Die haselnussbraunen Teliosporen sind zweizellig, in der Regel ellipsoid bis schmalellipsoid und 40–56 × 22–27 µm groß; ihre Stiele sind hyalin und bis zu 150 µm lang.

## Verbreitung
Das bekannte Verbreitungsgebiet von Puccinia andropogonicola umfasst Äthiopien, Mauritius, Ghana und die Republik Kongo.

## Ökologie
Die Wirtspflanzen von Puccinia andropogonicola sind diverse Hyparrhenia- und Cymbopogon-Arten. Der Pilz ernährt sich von den im Speichergewebe der Pflanzen vorhandenen Nährstoffen, seine Sporenlager brechen später durch die Blattoberfläche und setzen Sporen frei. Die Art verfügt über einen Entwicklungszyklus, von dem bislang lediglich Telien sowie deren Wirt bekannt sind; Uredien, Spermogonien und Aecien konnten dem Pilz nicht zugeordnet werden.